# Перекуска
Пере́куска (снек, англ. snack МФА: [snæk]) — їжа для швидкого вгамування голоду або втіхи смаку[джерело?].
Традиційно перекуски готувалися зі складників, що є в кожній хаті: залишки, канапки, горіхи, садовина. З розвитком торгівлі та крамниць перекуски в упаковці стали серйозним бізнесом. Сучасні снеки західного кшталту виробляються якомога компактнішими та смачнішими. Оброблені перекуски мають тривалий термін придатності, значно довший, ніж у їжі, яку треба додатково обробляти. Часто в них міститься істотна кількість солодкого, консервантів та іншої смакоти, як-от: шоколаду, горіхів, ароматизаторів, смакових домішок та добавок (наприклад, для картопляних чипсів).

## Нездорова їжа
Завдяки роздмухуванню суперечок навколо дієт, контролю ваги і загального здоров'я владні органи, наприклад, Канади, закликають людей споживати здорові перекуски, такі, як фрукти, овочі, злаки, натомість відмовитися від надкалорійних і малопоживних сурогатів.

## Виробництво
Снекові індустрії таких країн, як США мають прибутки в мільярди доларів щороку. Готові перекуски рекламують значно більше за поживні харчі (тобто садовину й городину, м'ясні й молочні продукти), особливо на телебаченні.
Фірми-виробники снеків визнають[джерело?] потребу в здоровіших альтернативах. Зважаючи на перспективи ринку, за дослідженнями[джерело?] Hansen's Natural, такі компанії як Frito Lays, Pepsico, Coca Cola змушені створювати такі альтернативні продукти для споживачів.

## Галерея

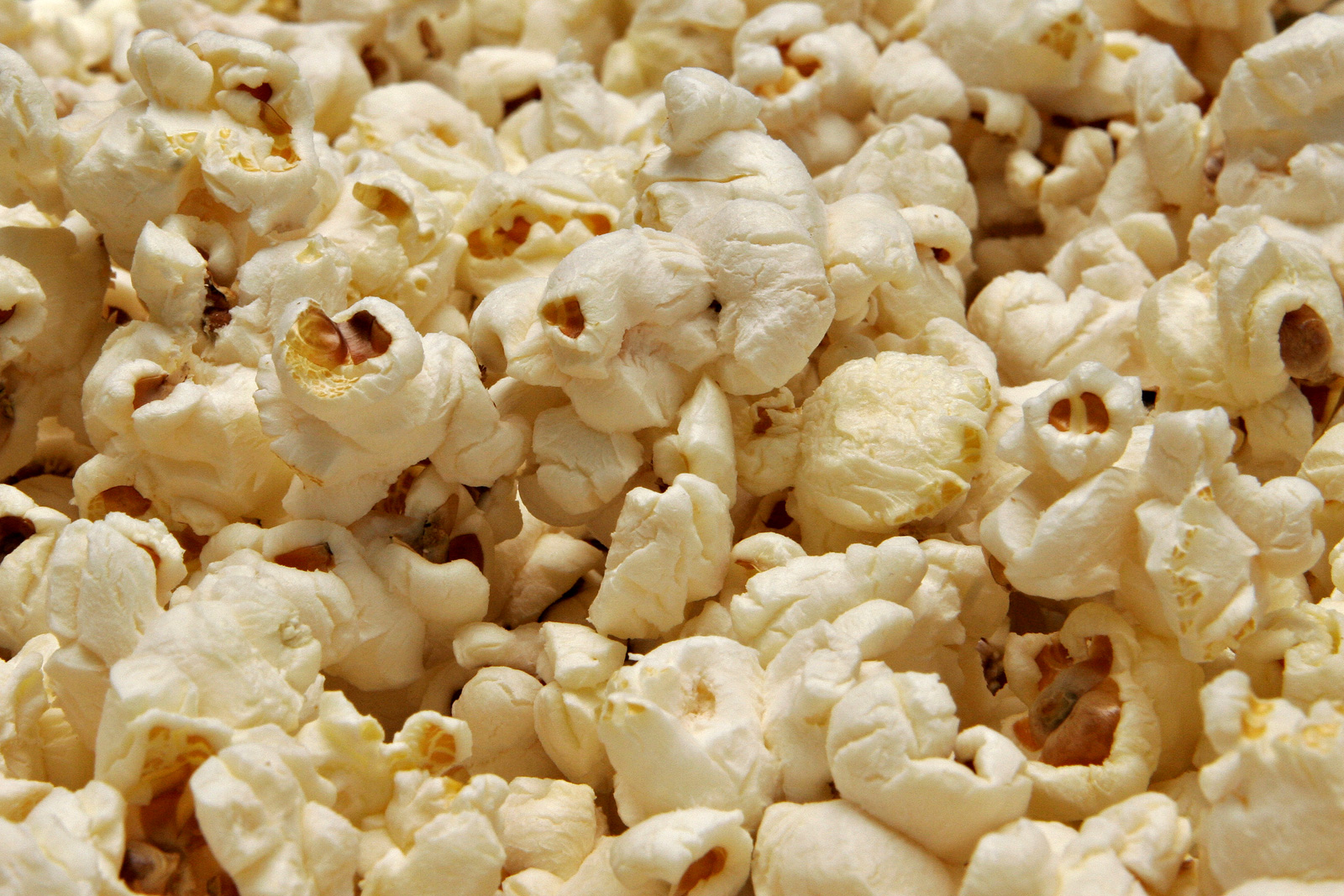
Попкорн
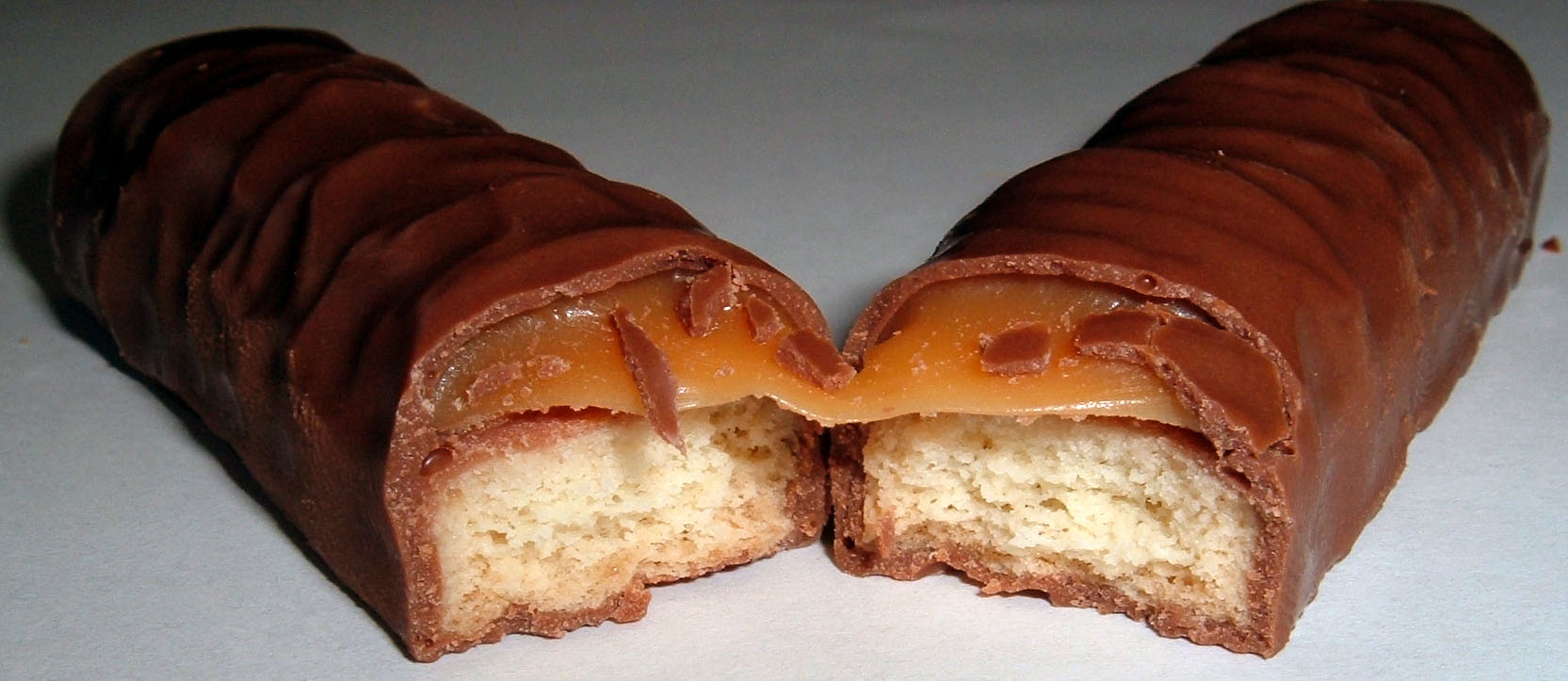
Шоколадний батончик
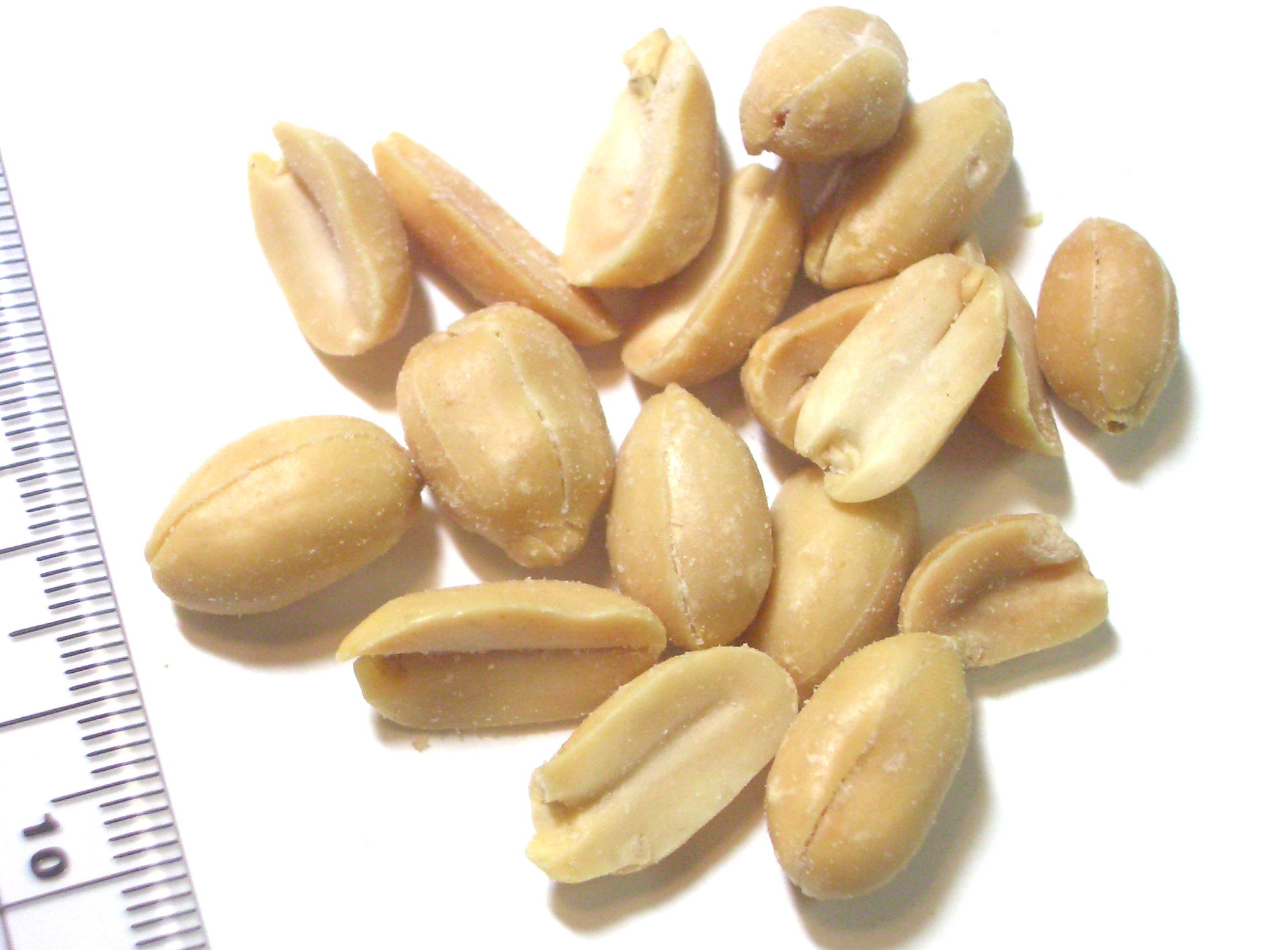
Горішки
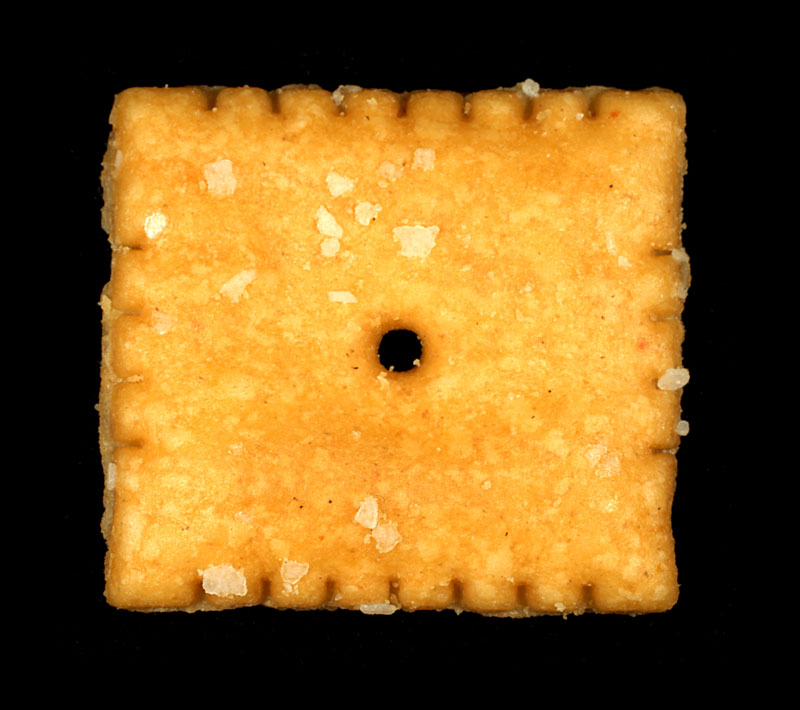
Крекер
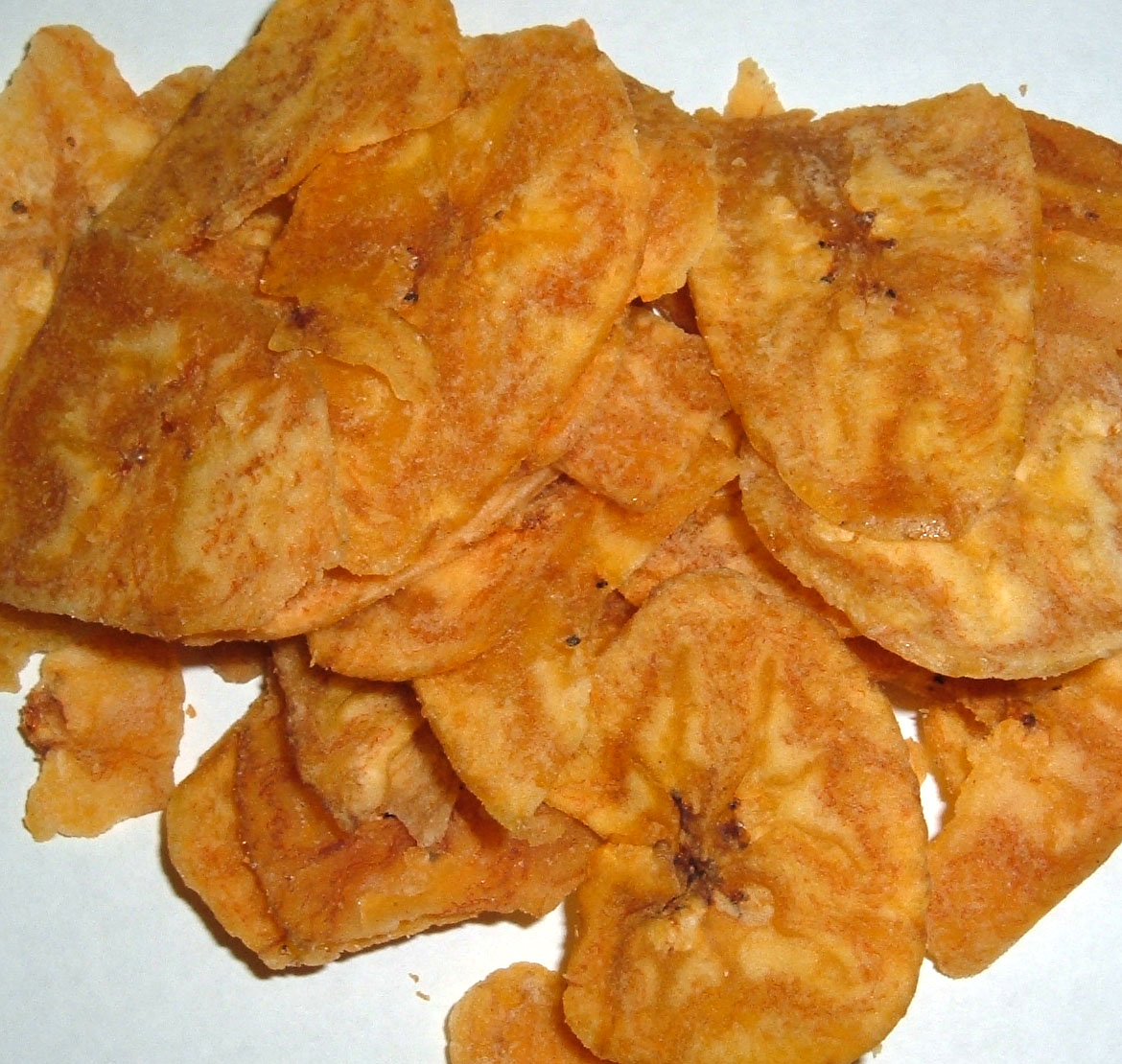
Бананові чипси
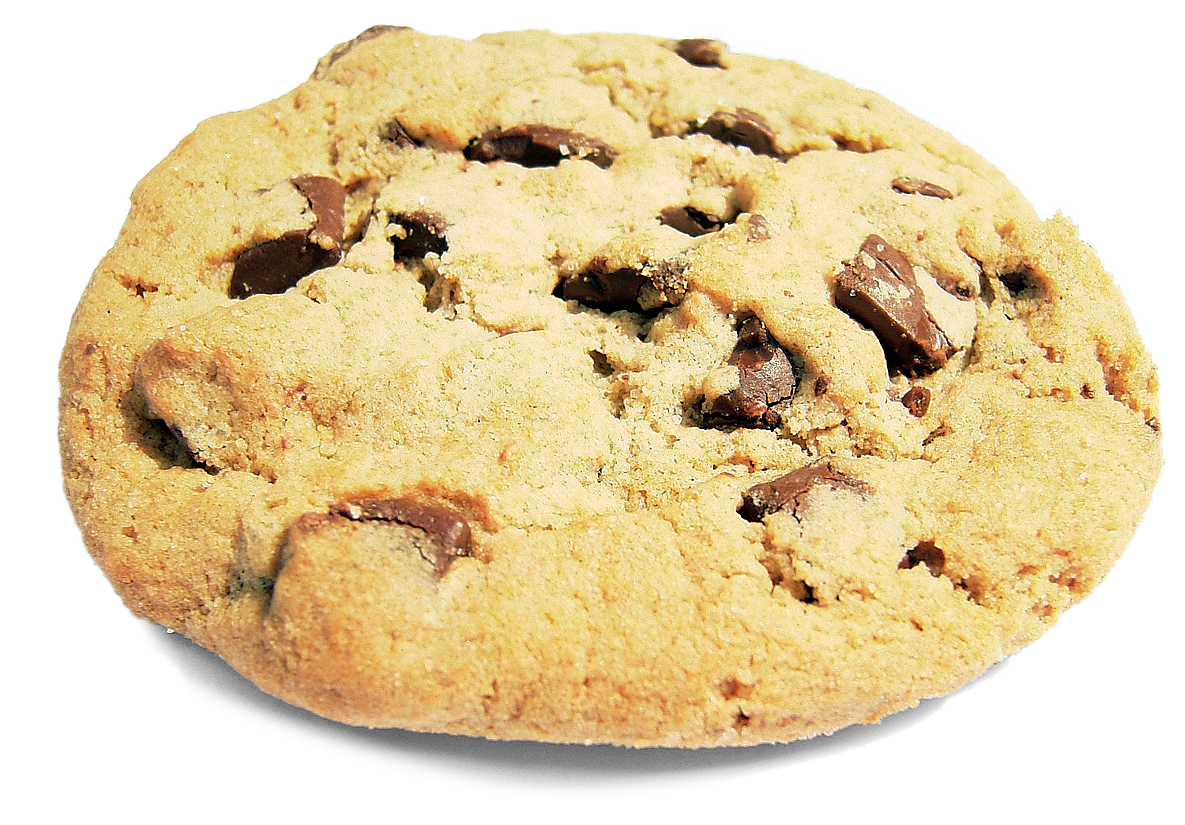
Печиво зі шматочками шоколаду
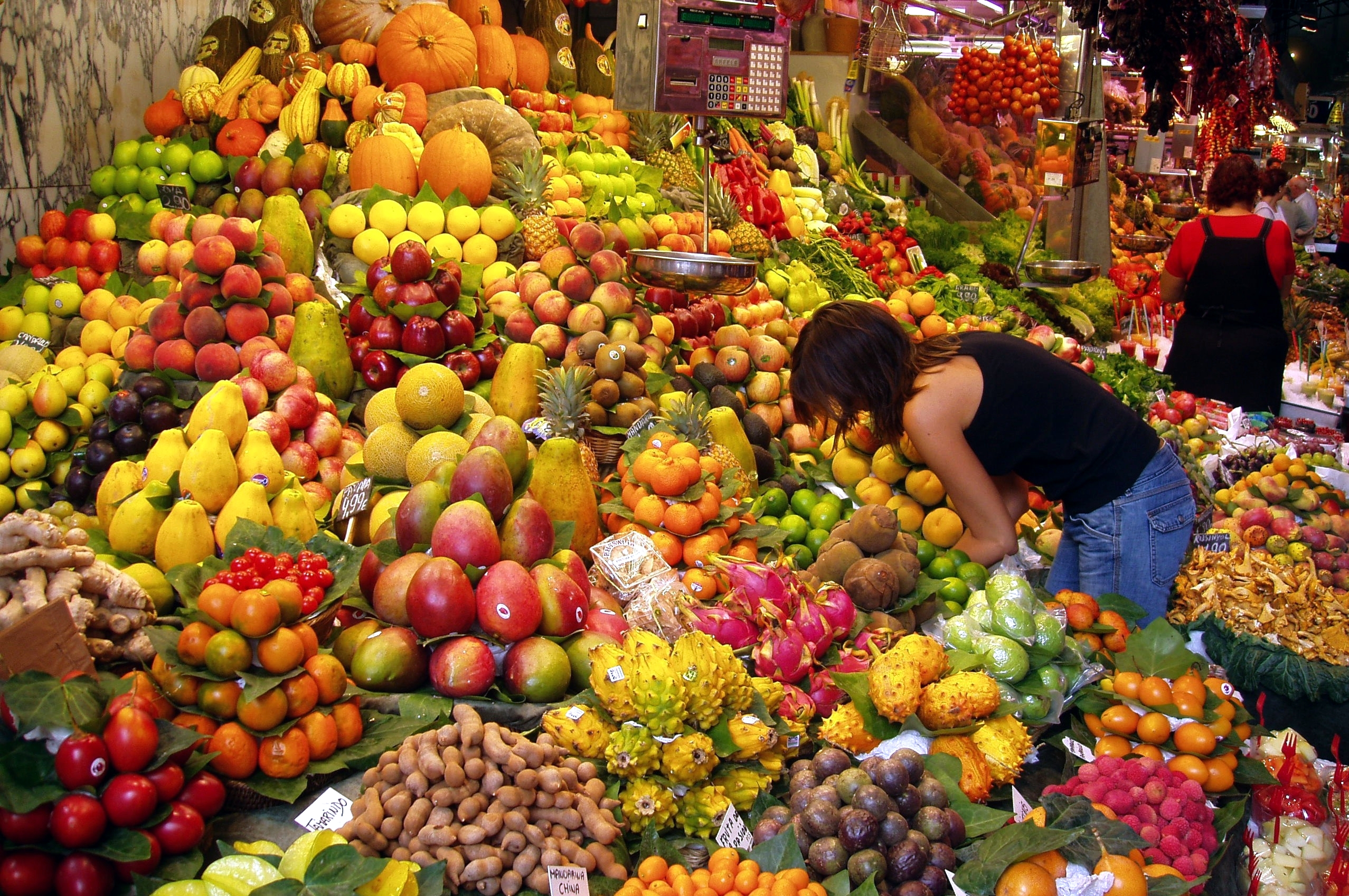
Прилавок із фруктами
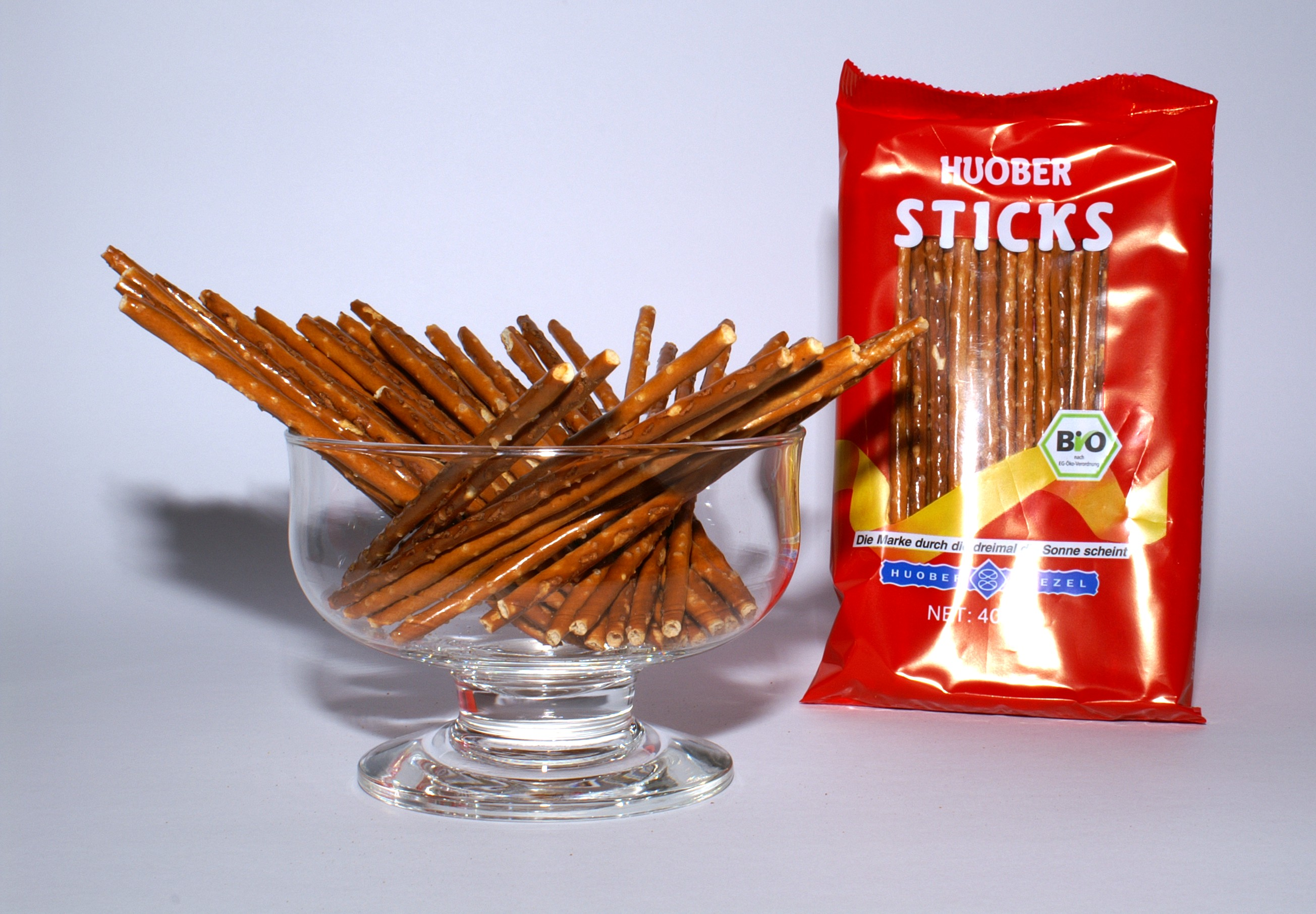
Соломка
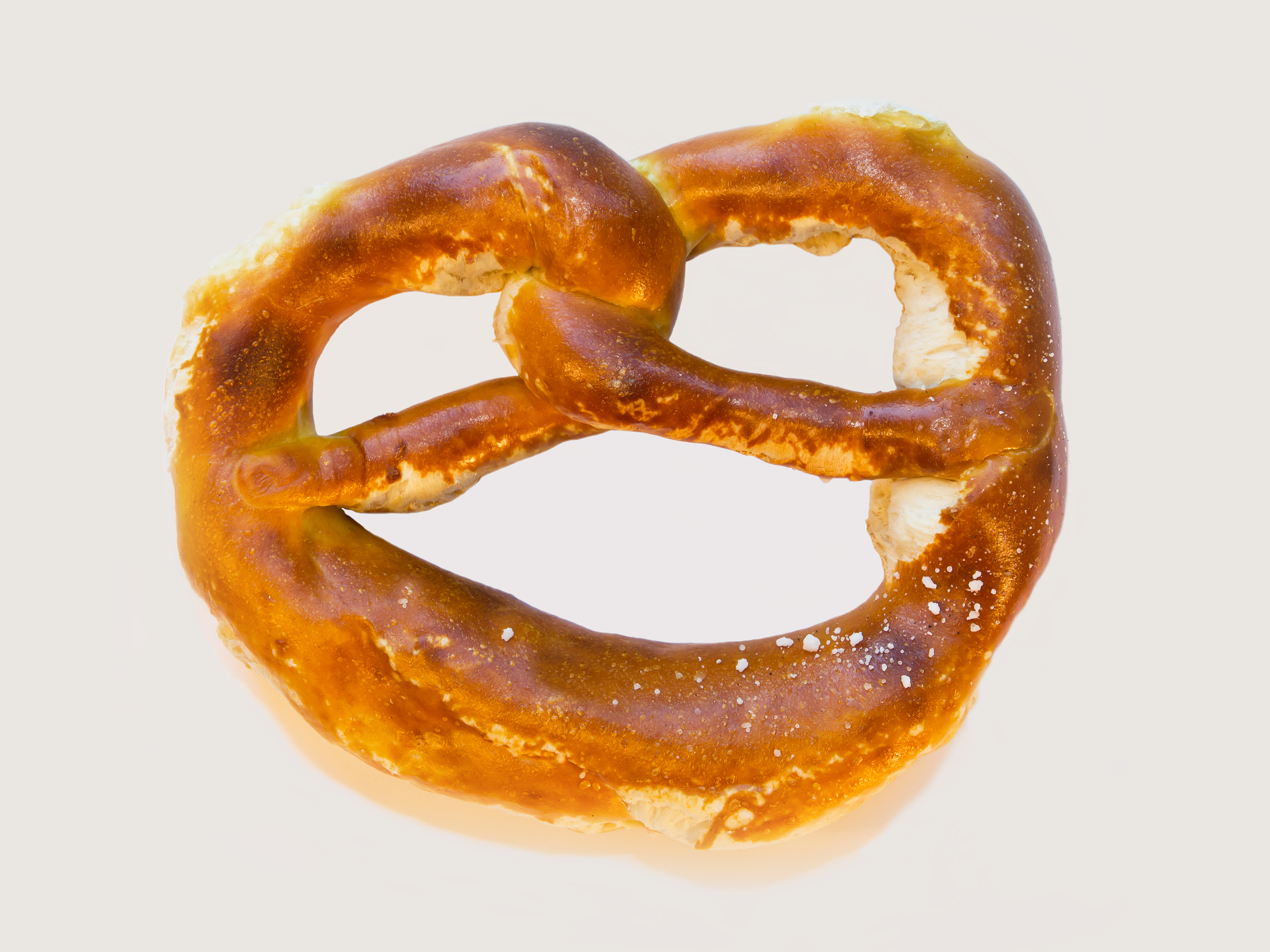
Крендель
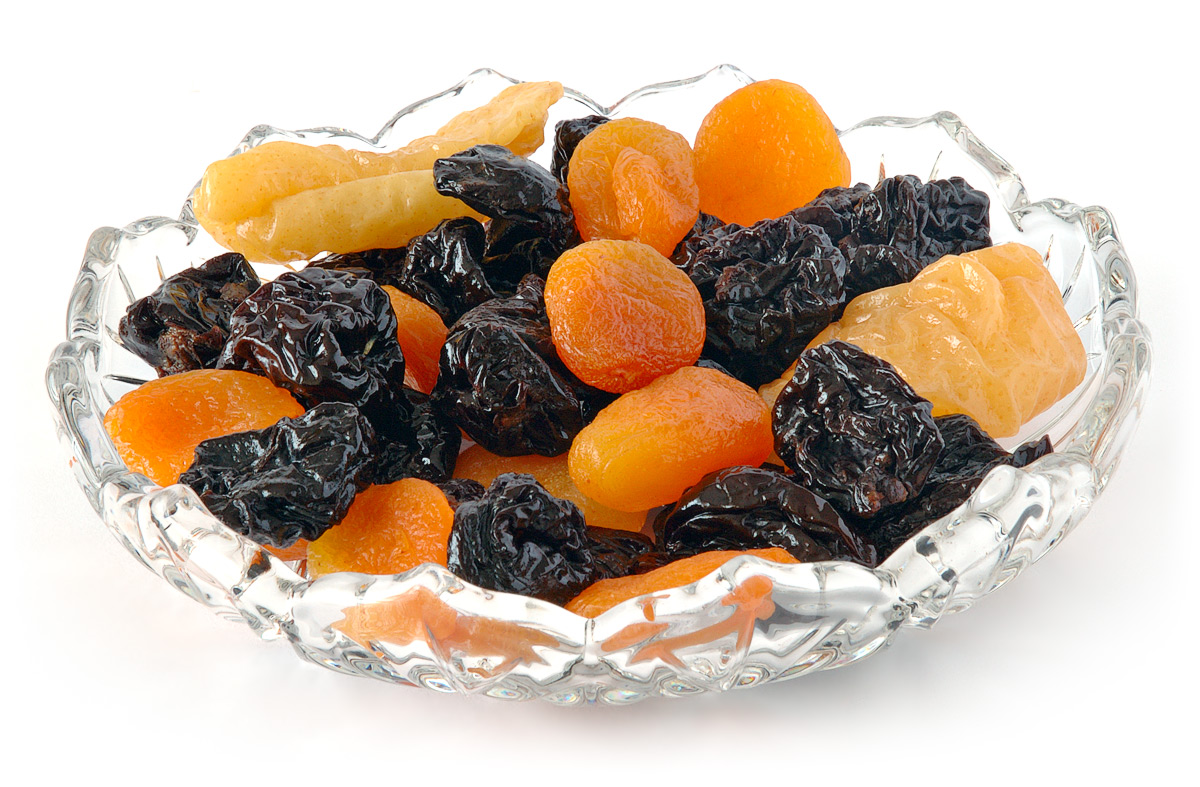
Сушені фрукти